# Hugo Zieger
Pour les articles homonymes, voir Zieger.
Hugo Louis Julius August Zieger (né le 5 juillet 1864 à Coblence, mort le 27 mars 1932 à Oldenbourg) est un peintre allemand.

## Biographie
Hugo Zieger est le deuxième enfant de Hermann August Zieger, facteur, et de son épouse Karolina Katharina Brauch. Zieger commence à peindre et à dessiner dans son enfance. En 1883, il rejoint l'académie des beaux-arts de Düsseldorf. Il étudie d'abord dans les classes préparatoires avec Heinrich Lauenstein, Heinrich Crola et Adolf Schill et se forme de 1886 à 1889 dans la classe du peinture d'histoire de Peter Janssen qui est son maître d'études de 1889 à 1895. Outre la peinture d'histoire, Zieger découvre le nu et le portrait, notamment avec Eduard Gebhardt.
Depuis le milieu des années 1880, Zieger exécute des commandes indépendantes, notamment des fresques pour la maison Poensgen à Düsseldorf, avec des représentations du début et de la scène finale de l'opéra La Walkyrie de Richard Wagner et Les Anabaptistes au Prinzipalmarkt. Pour la salle du conseil municipal de Gelsenkirchen, il livre les portraits des empereurs Guillaume et Frédéric III, qui sont exposés en 1890 à la Kunsthalle de Düsseldorf.

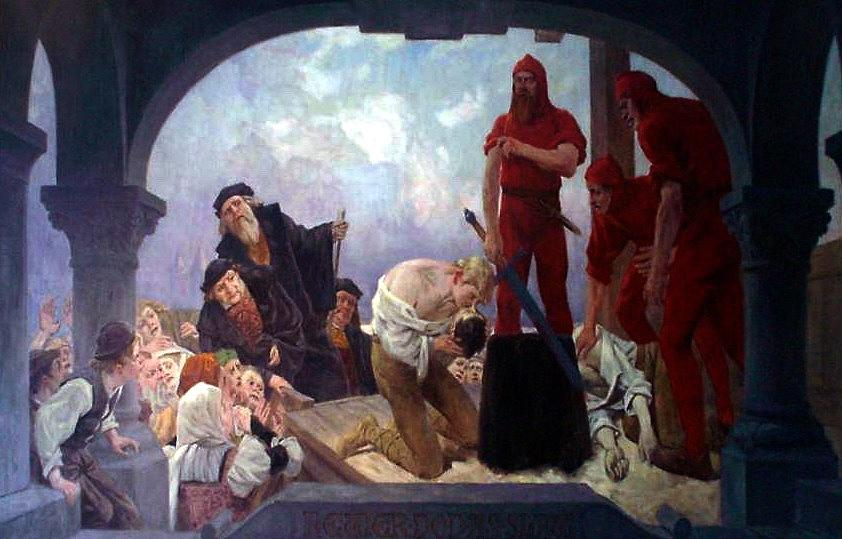
Der Bruderkuß, 1893

En 1893, Zieger participa à un concours visant à promouvoir la peinture sur fresque grand format. Le poète Hermann Allmers propose une fresque dans le hall d'entrée de la maison de la famille Lübben à Schmalenfletherwurp. Zieger crée ensuite la fresque Der Bruderkuß ou Lever dod as Slav. La fresque montre l'exécution des frères Dude et Gerold Lubben (Lübben), fils du chef de Stadland Dide Lubben (de), par le conseil de Brême (de) en 1419, après qu'ils eurent tenté en vain de conquérir le Vredeborg (de), territoire de Brême. Le jeune Gerold embrasse la tête déjà coupée de son frère Dude. La fresque est maintenant prêtée par la famille Lübben au musée de Nordenham.
En outre, Zieger crée des illustrations pour des livres pour enfants et des portraits de nombreuses personnalités, telles que les industriels de Düsseldorf, Adolf et Emil Kirdorf. Après un voyage en Italie, en 1897, Zieger traite de l’extraction du charbon dans la région de la Ruhr et peint également l’aciérie Rothe Erde près d'Aix-la-Chapelle. À la suite d'un voyage d'étude avec Christian Kröner à Hunsrück en 1903, il fait des scènes de chasse.
Zieger appartient à Düsseldorf à l'association d'artistes Lätitia et, de 1894 à 1906, à l'association d'artistes Malkasten. En 1892-1893, il conçoit pour ce dernier une affiche du programme de la représentation théâtrale La Femme africaine à Kalau. La raison est l'inauguration d'un nouveau rideau pour la scène de Malkasten.
En 1912, Hugo Zieger accepte un poste de professeur de dessin à Oldenbourg et reste en place jusqu'à sa mort dans la ville. Sur le plan artistique, il se tourne principalement vers la lumière et les conditions météorologiques qui influencent la peinture de paysage. De 1908 à 1932, il appartient à l'Oldenburger Kunstverein (de).